# Ксіномавро

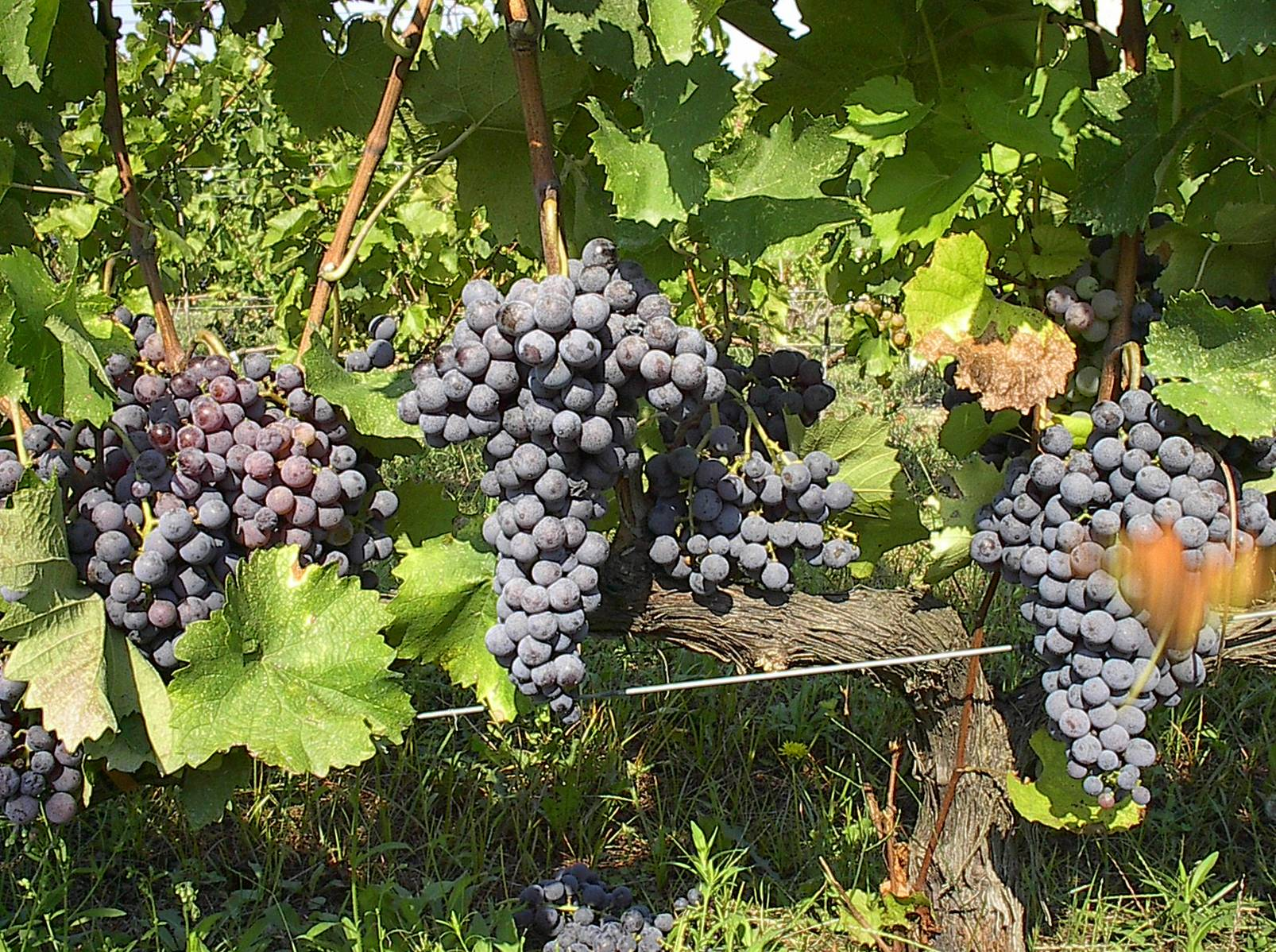
Ксіномавро

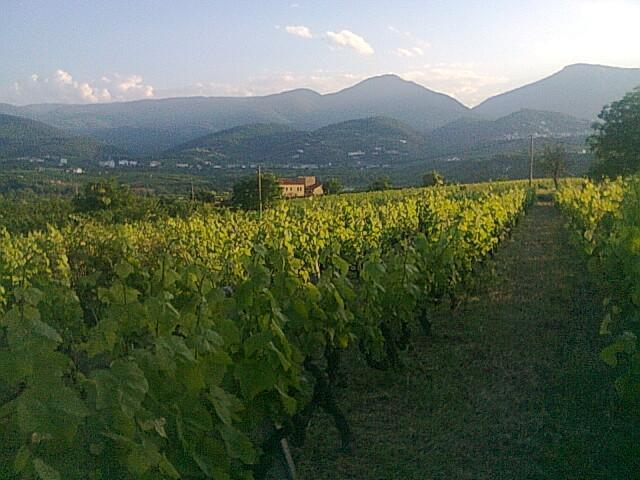
Виноградники в регіоні Науса Македонія, що виробляють винний сорт Ксіномавро.

Ксіномавро (грец. Ξινόμαυρο, «кислочорний») — червоний технічний сорт винограду, що вирощується в передгір’ях навколо Науси (Центральна Македонія) і навколо Аміндео (Західна Македонія, Греція).
Виноград Ксіномавро в основному культивується навколо міст Науса, Гуменісса, Амінтео, фессалійського містечка Рапсані, західно-македонських Трікомо, Сіатіста і Велвендо, і в менших масштабах монахами на Афоні, а також на горі Осса в Фессалії, в епірському номі Яніна, фессалійських Магнісія і Трикалі та західно-македонській Касторії. Загальна площа виноградників з Ксіномавро складає 18 квадратних кілометрів.
Ксіномавро — найрозсаженіший сорт винного винограду у Греції.

## Виноробство
З Ксіномавро виробляють однойменне вино. В Гумениссі сорт Ксіномавро часто змішують із сортом Негоска, для виробництва дуже фруктового вина високої міцності.